# بازنان دلي علي بناه بيغي (سررود الجنوبي)
بازنان دلي علي بناه بیغي (بالفارسية: پازنان دلی علی‌پناه‌بیگی) هي قرية تقع في إيران في قسم سررود الجنوبي الريفي. يقدر عدد سكانها بـ 15 نسمة .